# Bastardi
Bastardi je český film režiséra Petra Šíchy natočený podle námětu Tomáše Magnuska. Česká premiéra byla 28. října 2010. V televizi byl poprvé uveden 1. dubna 2011 na stanici Prima Cool.
Film pojednává o brutální vraždě mladé učitelky, kterou mají na svědomí tři násilničtí mladíci z jedné základní školy. Avšak vymahatelnost práva u mladistvých pachatelů je téměř nulová, takže někdo musí vzít spravedlnost do svých rukou.
V roce 2014 vznikl sestřihem celé trilogie Bastardi, Bastardi 2 a Bastardi 3 televizní seriál Bastardi.

## Děj
Děj se odehrává v drsném prostředí základní školy. Trojice zdejších žáků, mladých násilníků, brutálně znásilní a zavraždí mladou učitelku Janu (Kristýna Leichtová). Vzhledem k nedostatku důkazů nejsou vrazi z ničeho obviněni a dále tyranizují své okolí a spolužáky. Rok poté se na školu nechává přeložit Janin bratr Tomáš (Tomáš Magnusek) a nastoupí zde na místo učitele, jenž si svým neortodoxním přístupem získává sympatie ostatních kantorů i žáků. Zároveň se snaží vyrovnat se smrtí své sestry a sám se stane terčem útoků, jak trojice samotné, tak také otce jednoho z chlapců, pana Dostála (Jan Šťastný). Znenadání však začnou tito výlupci postupně umírat. Začínáme tušit, za jakým účelem Tomáš do školy opravdu přišel.

## Natáčení
Natáčelo se na Základní škole v České Skalici.

## Postavy a obsazení
| Tomáš Magnusek         | Mgr. Tomáš Majer                        |
| David Dolanský         | Michal Dostál                           |
| Ondřej Semerák         | Petr Daniš                              |
| Patrik Koutný          | Milan Hagar                             |
| Kristýna Leichtová     | Mgr. Jana Majerová                      |
| Ladislav Potměšil      | ředitel Kamil Halbich                   |
| Ivana Buková           | zástupkyně ředitele Mgr. Ivana Fišerová |
| Saša Rašilov           | Mgr. Michal Válek, učitel tělocviku     |
| Bronislav Poloczek     | detektiv Karel Paleček                  |
| Jana Šulcová           | učitelka Vávrová                        |
| Jan Přeučil            | školník Málek                           |
| Jan Šťastný            | Dostál st.                              |
| Eva Čížkovská          | Mgr. Zdeňka Lamrová                     |
| Rytmus                 | Kottner                                 |
| Jaroslava Obermaierová | uklízečka Míla                          |
| Jaroslava Hanušová     | uklízečka Věra                          |
| Radek Holub            | farář                                   |
| Tomáš Hajíček          | Ladislav Horák                          |
| Blanka Bohdanová       | Mgr. Blanka Rýznerová                   |

## Recenze
- Kamil Fila, Aktuálně.cz, 3. listopadu 2010